# Contea di Kaufman
La contea di Kaufman in inglese Kaufman County è una contea fondata nel 1848 appartenente allo Stato del Texas, negli Stati Uniti. La popolazione al censimento del 2010 era di 103 350 abitanti. Il capoluogo di contea è Kaufman.
David Spangler Kaufman, fu un diplomatico del Congresso americano del Texas ed è stato il primo ebreo a servire il Congresso dal Texas.

## Geografia fisica
Secondo l'US Census Bureau, la contea ha un'area totale di 807 miglia quadrate (2090 km²). 786 miglia quadrate (2036 km²) composti da terra e 21 miglia quadrate (54 km²) (2,57%) d'acqua.

## Strade principali
- Interstate 20
- U.S. Highway 80
- U.S. Highway 175
- State Highway 34
- State Highway 205
- State Highway 243

## Comunità

### Città (multiple counties)
- Combine (in parte nella contea di Dallas)
- Dallas (mostly in Dallas County with small parts in Collin, Denton, Rockwall and Kaufman counties)
- Heath (mostly in Rockwall County)
- Mesquite (per lo più nella contea di Dallas)
- Seagoville (per lo più nella contea di Dallas)
- Seven Points (per lo più nella contea di Henderson)

### Città

Map showing cities and towns in Kaufman County

- Cottonwood
- Crandall
- Forney
- Kaufman (county seat)
- Kemp
- Terrell

### Towns
- Mabank (partly in Henderson County)
- Oak Grove
- Oak Ridge
- Post Oak Bend City
- Scurry
- Talty

### Villages
- Grays Prairie
- Rosser

### Census-designated places
- Elmo
- Travis Ranch